# ギーザ
ギーザ（アラビア語: الجيزة (al-Jīza, 文語アラビア語発音：アル＝ジーザ、エジプトシュト方言発音：エル＝ギーザ/エッ＝ギーザ)、英語: Giza/Gizeh）は、エジプト第三の都市。人口は約436万人（2021年）。ナイル川中流の西岸に位置する。首都カイロの20km西南にありカイロ都市圏に内包されているが、行政上はカイロから独立したギーザ県の県都である。日本語表記はギザ、ギゼーなどとも。なお、「ギーザ」はエジプト方言の発音で、フスハーでは「ジーザ」となる。
古代エジプト以来の町であり、クフ王のピラミッドをはじめとするギザの三大ピラミッドと、ギザの大スフィンクスがある遺跡の町として世界的に有名である。その一帯からダハシュールにかけてのピラミッド地帯は、1979年に「メンフィスとその墓地遺跡」として世界遺産に登録された。

## 歴史

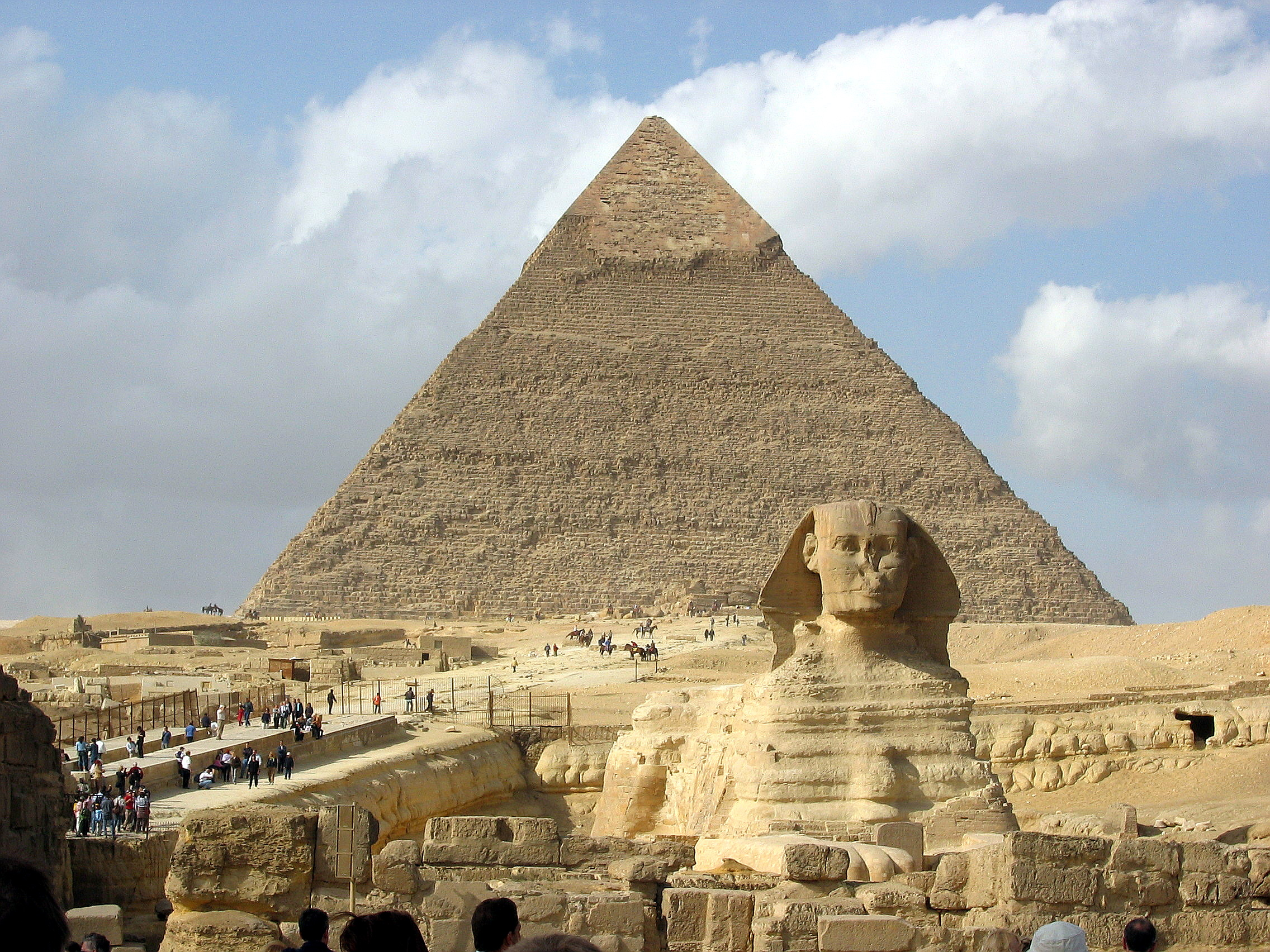
カフラー王のピラミッドとスフィンクス

ギーザの台地がエジプトの人々によって着目されたのはきわめて古く、エジプト第四王朝の諸王によって三大ピラミッドや寺院群が築かれた。
7世紀にエジプトを征服したアラブ人が現在のカイロの地にエジプトの首都を置いて以来、ギーザは首都近郊の都市として歴史に登場する。エジプトの外港であるアレクサンドリアから陸路でカイロに向かうとナイル川の西岸を進むことになり、交通路はギーザからナイル川の中洲を経てカイロに至った。このため時代によってはギーザからカイロにかけてはナイル川を渡る石橋がかけられるほど緊密に結ばれ、首都近郊の都市として有力者の邸宅が置かれることもたびたびであった。軍事的にもギーザはカイロを巡る戦争における重要な拠点であり、10世紀のファーティマ朝や18世紀末のナポレオンなどナイル川の西岸からカイロに迫った勢力は、まずギーザを制圧してからカイロを征服している。
19世紀のムハンマド・アリー朝期にはギーザのピラミッドとスフィンクスがヨーロッパからやってくる外国人が必ず訪れる名所となり、カイロとギーザを結ぶ近代的な大通りも建設された。20世紀にはカイロの都市化とともにギーザはその郊外地区としてカイロにいっそう結びつき、人口が爆発的に増大した。またギーザのピラミッド地区は観光地化され、エジプトを代表する観光地として世界中から観光客を集めている。

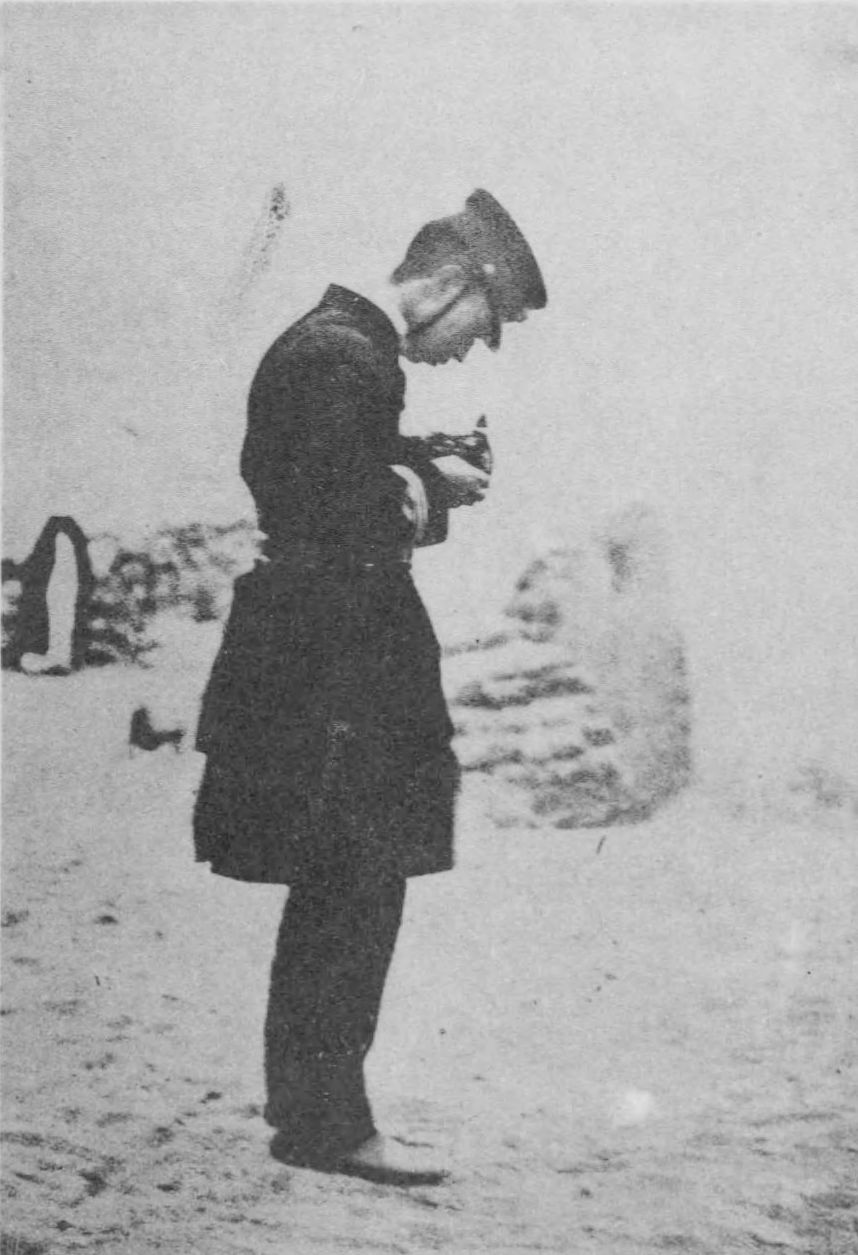
ギーザで写真を撮る皇太子裕仁親王。1921年

## インフラ

### 交通
ギーザの交通機関には、広範囲な道路網、鉄道網、地下鉄網及び航路が含まれる。道路交通には、自家用車、タクシー、私営公共バスやマイクロバスによって促進されている。
ギーザはカイロと、公式に「メトロ (مترو)」と呼ばれる地下鉄システムを共有しており、短時間で効率的に移動することができる。道路網は、10月6日市やカイロなどの都市とギーザを結んでいる。ギーザには、高速道路や5月15日橋のような橋がある。ギーザは、交通量が多く、混雑することで知られている。

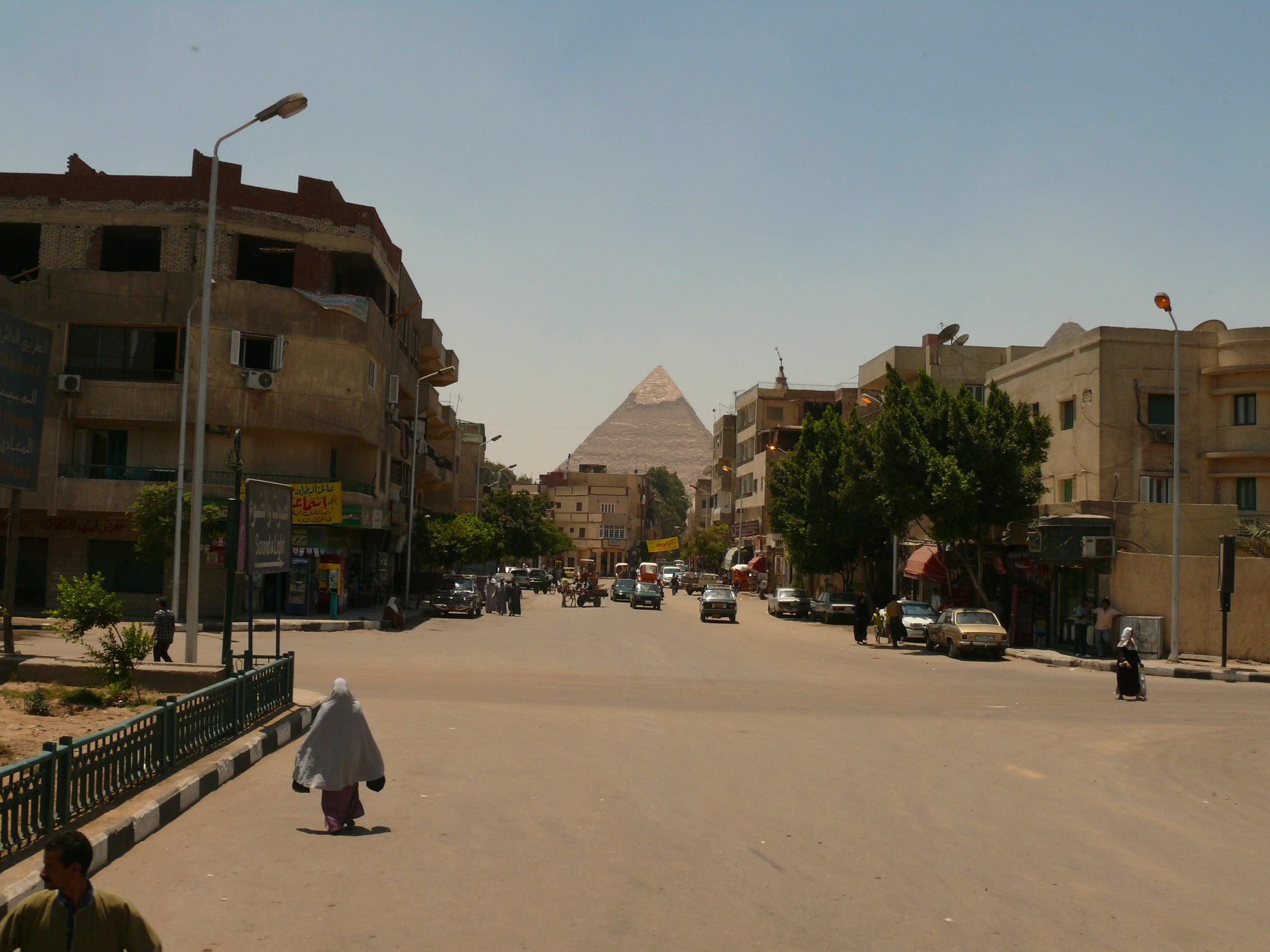
背景にカフラー王のピラミッドがあるギーザの道路

- カイロ・タクシー
- カイロ地下鉄
- カイロ・イエローキャブ
- カイロ・ナイル・フェリー

## 気候
ギーザは、砂漠気候（ケッペンの気候区分：BWh）であるが、しばしばナイル川の谷の影響により湿度が高くなる。暴風は、3月から4月にかけて市内で頻繁に起こるサハラ砂漠の砂嵐になり得る。冬でも、気温は12 °C (54 °F)から17 °C (63 °F)と高いが、夜間は最低気温がときどき、7 °C (45 °F)から5°Cまで下がる。気温の最低記録は、0.8 °C (33 °F)である。夏でも、最高気温はめったに40 °C (104 °F)を超えず、最低気温は20 °C (68 °F)まで下がる。降水は珍しいが、にわか雨は川の増水を引き起こす。また、あられやみぞれも起こる場合がある。
| ギーザの気候           | ギーザの気候 | ギーザの気候 | ギーザの気候 | ギーザの気候 | ギーザの気候 | ギーザの気候 | ギーザの気候 | ギーザの気候 | ギーザの気候 | ギーザの気候 | ギーザの気候 | ギーザの気候 | ギーザの気候 |
| 月                     | 1月          | 2月          | 3月          | 4月          | 5月          | 6月          | 7月          | 8月          | 9月          | 10月         | 11月         | 12月         | 年           |
| ---------------------- | ------------ | ------------ | ------------ | ------------ | ------------ | ------------ | ------------ | ------------ | ------------ | ------------ | ------------ | ------------ | ------------ |
| 平均最高気温 °C （°F） | 17 (63)      | 19 (67)      | 23 (73)      | 28 (82)      | 32 (90)      | 35 (95)      | 36 (96)      | 36 (96)      | 32 (90)      | 29 (85)      | 26 (79)      | 21 (69)      | 27.8 (82.1)  |
| 平均最低気温 °C （°F） | 9 (48)       | 9 (48)       | 11 (51)      | 13 (56)      | 18 (64)      | 21 (69)      | 22 (71)      | 22 (72)      | 21 (70)      | 18 (64)      | 15 (59)      | 11 (51)      | 15.8 (60.3)  |
| 降水量 mm （inch）     | 3 (0.1)      | 3 (0.1)      | 3 (0.1)      | 0 (0)        | 13 (0.5)     | 0 (0)        | 0 (0)        | 0 (0)        | 0 (0)        | 0 (0)        | 3 (0.1)      | 13 (0.5)     | 38 (1.4)     |
| 出典：Weatherbase      |              |              |              |              |              |              |              |              |              |              |              |              |              |

## 教育
ギーザの教育機関には、1924年にギーザへ移転したカイロ大学が含まれる。この都市は、エジプトだけではなく、地中海地域全体の教育の中心地である。ギーザには、多数の高等学校、幼稚園、研究所が存在する。

## 姉妹都市
- アメリカ合衆国、ロサンゼルス
- スウェーデン、ストックホルム、リンケビュー（英語版）
- ブルネイ、バンダルスリブガワン（2011年8月2日より）